# Rinchen Barsbold
Rinchen Barsbold (mongolo: Ринченгийн Барсболд, Rinchyengiin Barsbold; Ulan Bator, 21 dicembre 1935) è un paleontologo e geologo mongolo.

## Biologia
Autore di studi su dinosauri del deserto del Gobi e loro evoluzione.
Due nuovi generi di dinosauri sono stati intitolati col suo nome Barsboldia (Maryanska and Osmolska, 1981) e Rinchenia (Osmolska et al., 2004).
| Barsbold è l'abbreviazione standard utilizzata per le specie animali descritte da Rinchen Barsbold. Categoria:Taxa classificati da Rinchen Barsbold |

| Controllo di autorità | VIAF (EN) 278870902 · ISNI (EN) 0000 0003 8489 5499 · LCCN (EN) n81118530 |